# پوآر بینی

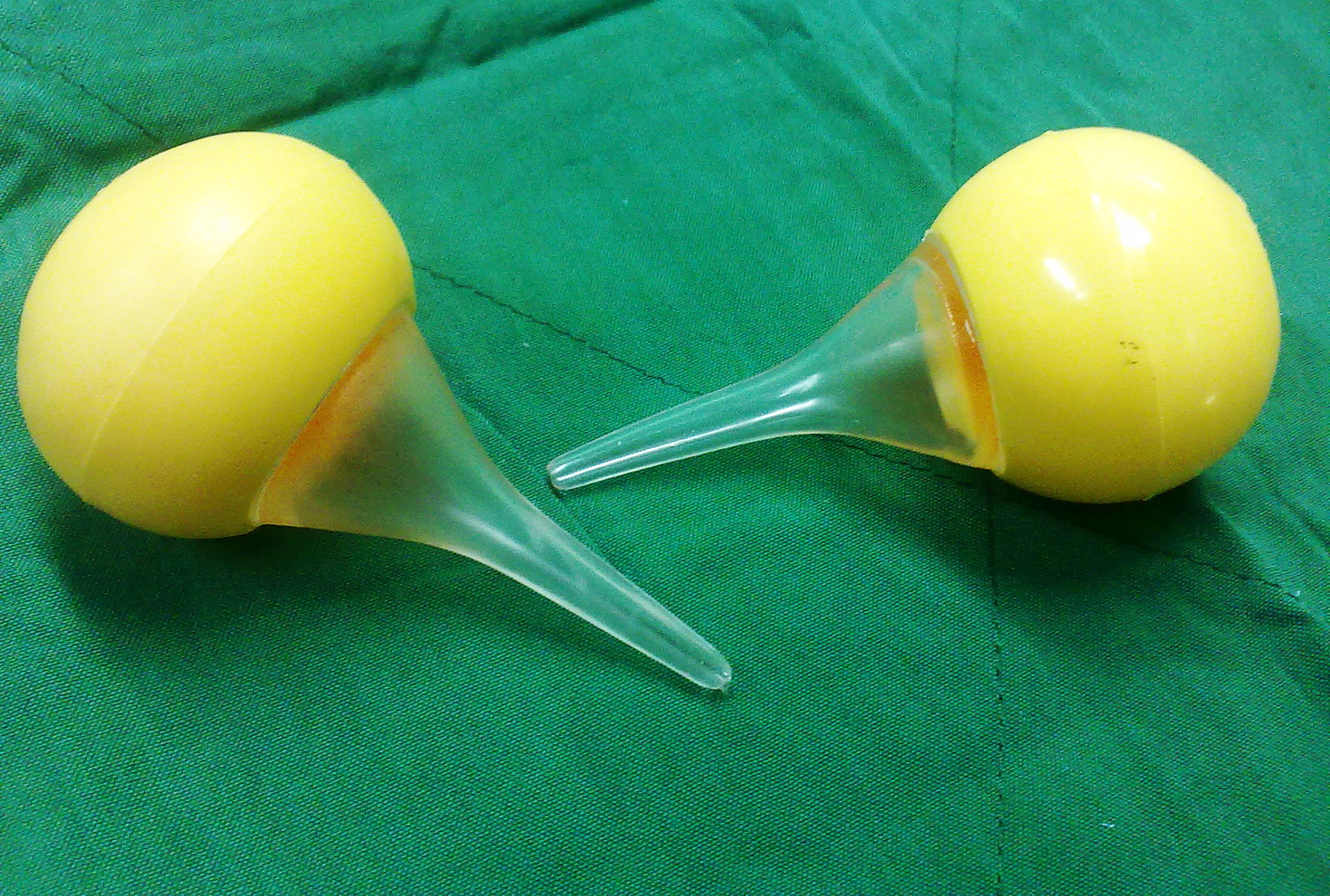
پوار بینی

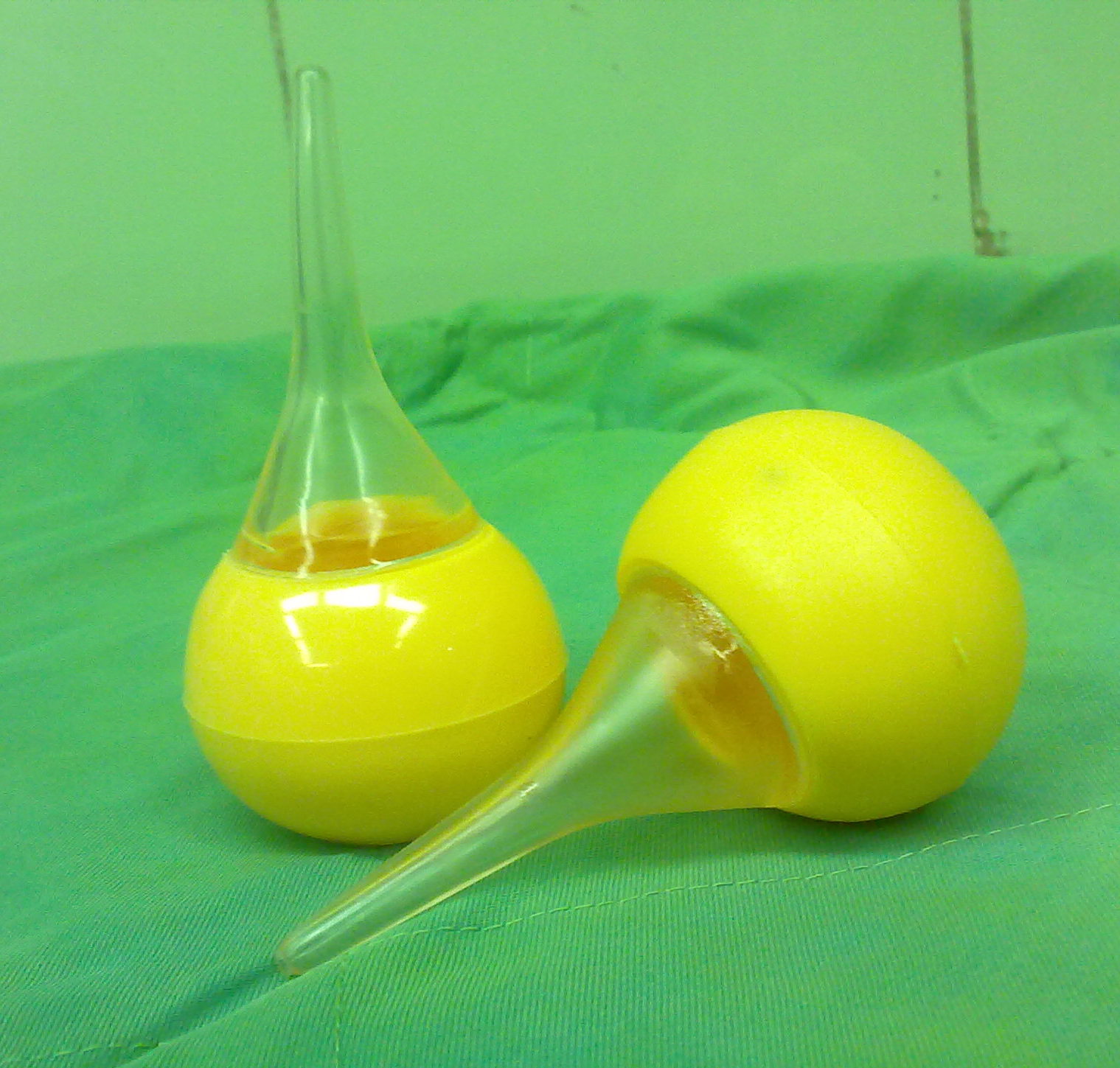
پوآر بینی

پوآر بینی وسیله‌ای از جنس پلی وینیل کلراید که به صورت استریل بسته‌بندی می‌شود. کاربرد عمدهٔ آن تمیز کردن بینی است.
این وسیله در حین  تولد اهمیت ویژه‌ای دارد، به دو دلیل:
- با تمیز کردن دهان  گریه را تسهیل می‌کند.
- و با تمیز کردن بینی و ایجاد یک فشار مثبت در ریه‌ها  عمل بازدم را تسریع می‌نماید.[۲]

## استفاده در زمانهای دیگر
زمانی که کودکتان سرما خورده یا بینی‌اش  گرفته است می‌توانید با استفاده از پوآر، مقداری از ماده مخاطی داخل بینی  را بیرون آورید.
اگر ترشحات بینی نوزاد شما خشک است ،  قبل از تمیز کردن ۲ قطره نرمال سالین  یا  کلرور سدیم  به داخل سوراخهای بینی نوزادتان بریزید تا آن را مرطوب و شل کند.
- بیش از حد از پوآر استفاده نکنید چون به بینی نوزاد شما صدمه می‌زند و باعث خونریزی می‌شود.[۳]

## روش استفاده
در ابتدا پمپ را فشار دهید و سپس به ملایمت قسمت لوله‌ای آن را در داخل سوراخ بینی نوزاد  قرار داده و به آرامی فشار آنرا کم کنید.
این کار باعث تخلیه ترشحات بینی یا دهان نوزادتان می‌شود.